# افق چشمه
افق چشمه (به انگلیسی: Spring horizon)، لایه‌ای نفوذناپذیر از سنگ است که به سطح می‌رسد و در امتداد آن چشمه‌ها بیرون می‌آیند. از آنجایی که سفره‌های زیرزمینی و لایه‌های غیرقابل نفوذ اغلب در لایه‌های افقی روی هم قرار می‌گیرند، چشمه‌های تماس مجاور اغلب در همان ارتفاع در امتداد خطی به نام افق چشمه پدیدار می‌شوند.